# Schwarze Nister
Die Schwarze Nister ist ein knapp 13 km langer, orographisch rechter und nördlicher Zufluss der Nister (Große Nister) in Rheinland-Pfalz, Deutschland.

## Geographie

### Verlauf

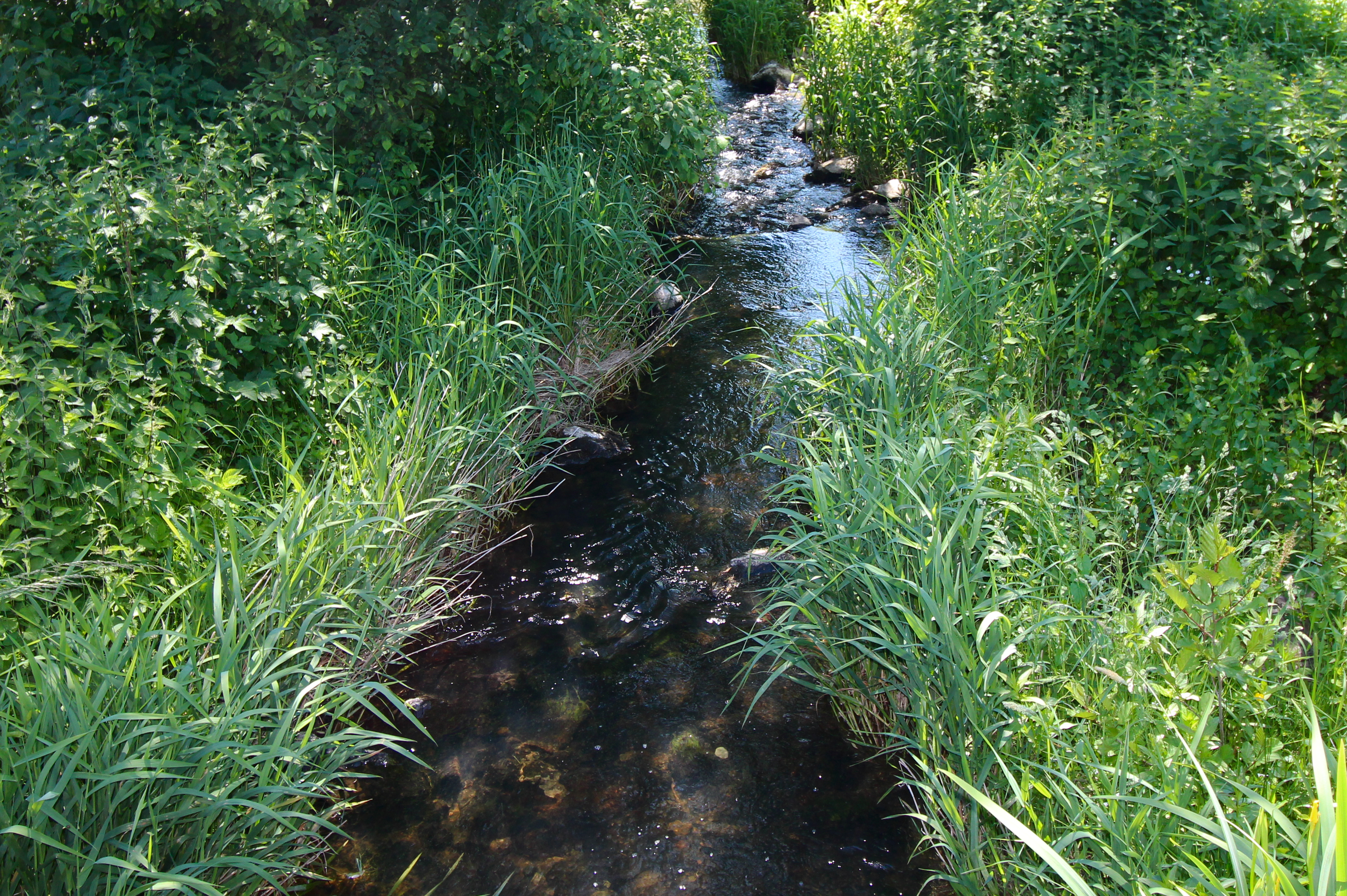
Die Schwarze Nister in Hof

Die Nister entspringt im Hohen Westerwald etwa 4 km nordwestlich der Fuchskaute, dem mit 657 m ü. NHN höchsten Berg des Westerwalds. Ihre Quelle befindet sich in dem Flurstück Auf dem Nöchel von Stein, zwischen Stein und Neukirch, die zusammen die Gemeinde Stein-Neukirch bilden, auf einer Höhe von 610 m ü. NHN. Von hier fließt er in einem nordwestlichen Bogen etwa 2 km südlich des Stegskopf (654 m ü. NHN) in das Gemeindegebiet von Hof. In diesem Abschnitt fließt die Schwarze Nister für wenige Kilometer parallel und etwa 1,8 km südlich von der Kleinen Nister. Nach Südwesten fließend passiert die Schwarze Nister den Ortskern von Hof und gelangt in das Gemeindegebiet von Nisterau, wo er dem Ortsteil Bach südlich entlang geleitet. Nach dem Naturschutzgebiet Bacher Lay, weiter südöstlich fließend, erreicht der Fluss das Gemeindegebiet von Bad Marienberg, wo er nordwestlich des Marienberger Ortsteil Eichenstruht südöstlich der Stadt Bad Marienberg entlang verläuft und dann im Bad Marienberger Ortsteil Langenbach durch den Ort fließt. Schließlich mündet die Schwarze Nister südöstlich von Langenbach nach einer Fließstrecke von ca. 13 Kilometern rechtsseitig, auf einer Höhe von 370 m ü. NHN in den 64 Kilometer langen Fluss Große Nister.

### Einzugsgebiet und Zuflüsse

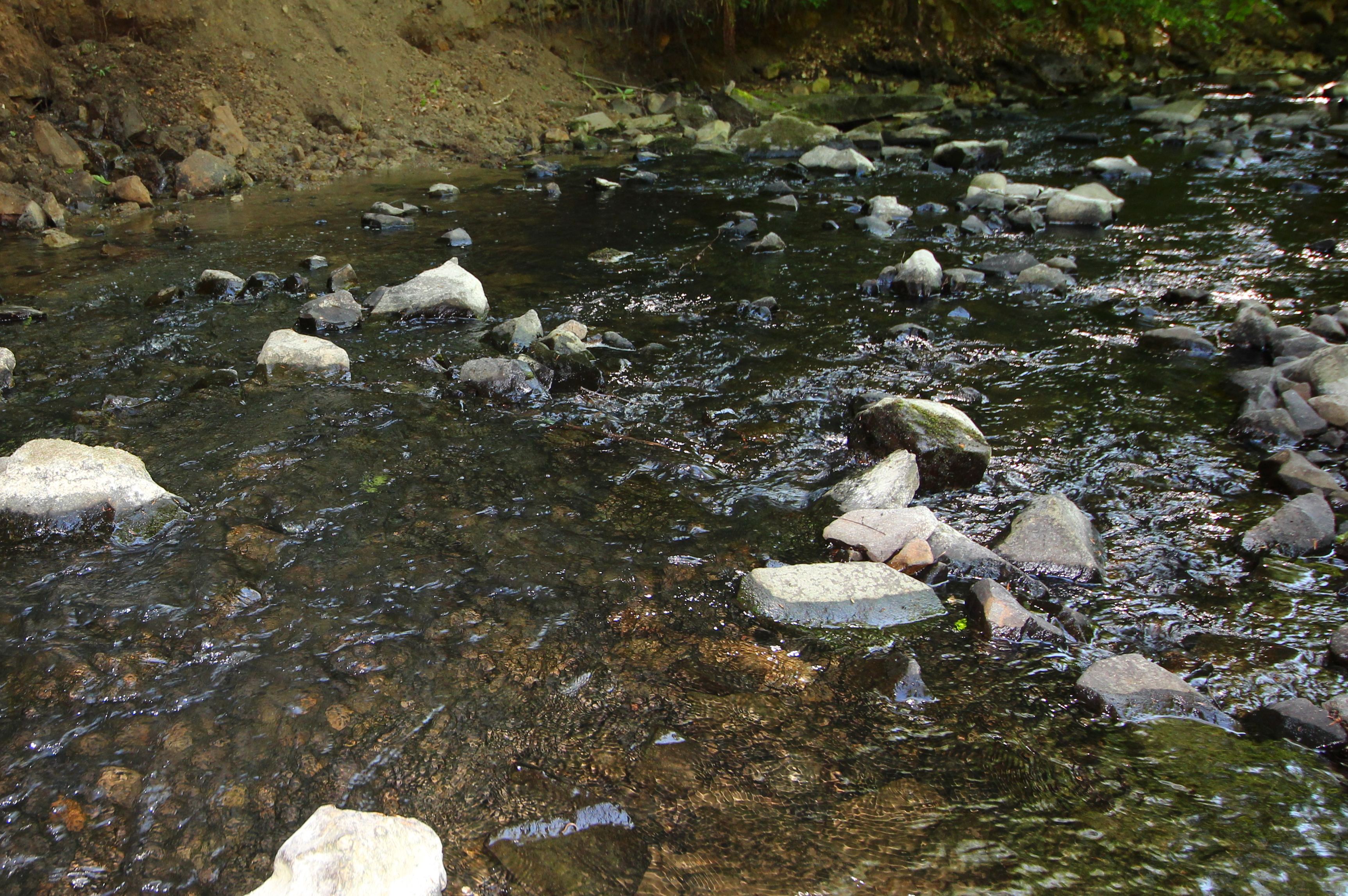
Die Schwarze Nister bei Stockhausen-Illfurth

Das Einzugsgebiet der Schwarzen Nister ist 24,572 km² groß. Ihre größten Zuflüsse sind, von der Quelle zur Mündung betrachtet:
| Name             | Seite  | Länge [km] | Einzugsgebiet [km²] | Quelle                 | Mündung         | DGKZ    |
| ---------------- | ------ | ---------- | ------------------- | ---------------------- | --------------- | ------- |
| Stegskopfer Bach | rechts | 1,99       | 1,24                | Stegskopf              | Hof             | 272442  |
| Lästerholzbach   | links  | 1,22       | 0,69                | Stein (Stein-Neukirch) | Hof             | 2724432 |
| Euelsbach        | links  | 0,53       | 0,21                | Hof                    | Hof             | 2724434 |
| Krummholz        | links  | 2,14       | 2,95                | Hof                    | Hof             | 272444  |
| Karresbergbach   | rechts | 1,25       | 0,59                | Nisterau               | Bach (Nisterau) | 2724452 |
| Lindenborn       | rechts | 1,12       | 0,30                | Pfuhl (Nisterau)       | Nisterau        | 272446  |
| Zeilerbach       | rechts | 2,78       | 3,25                | Bad Marienberg         | Bad Marienberg  | 272448  |

## Brücken über die Schwarze Nister

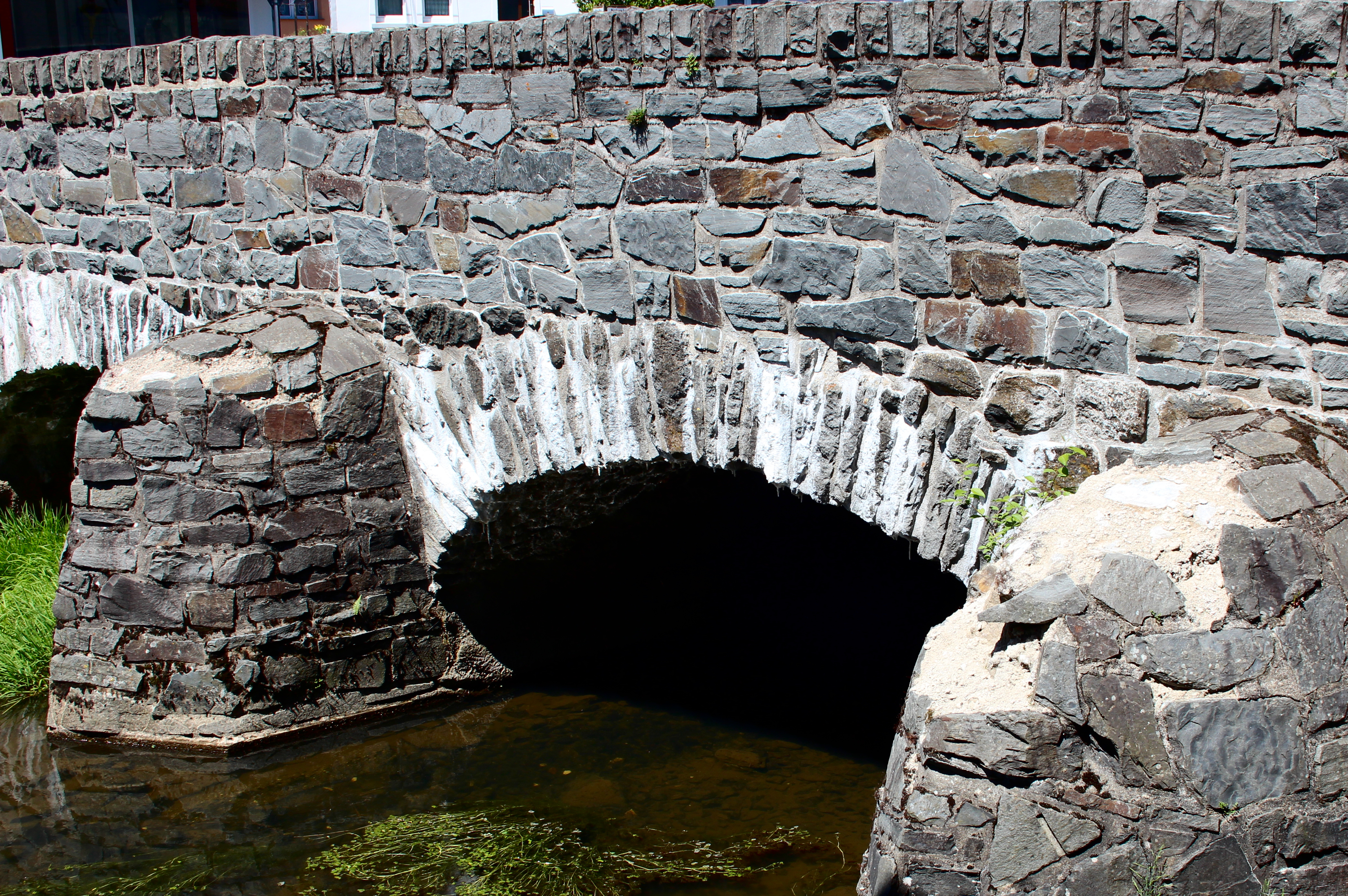
Dreibogige Steinbrücke aus der ersten Hälfte des 19. Jahrhunderts, Kulturdenkmal in Hof
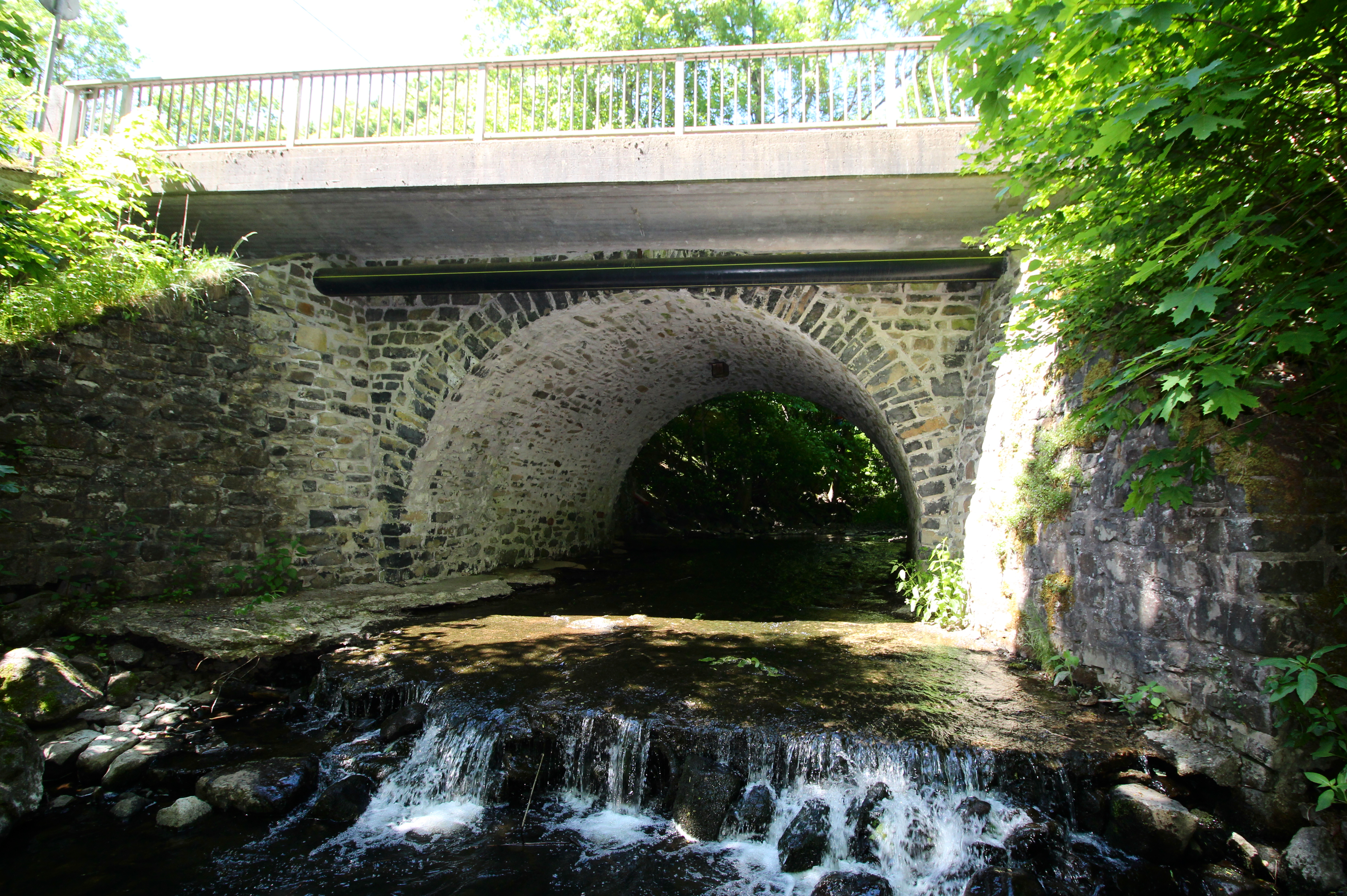
Einbogige Steinbrücke an der Landesstraße L 295 in Bad Marienberg
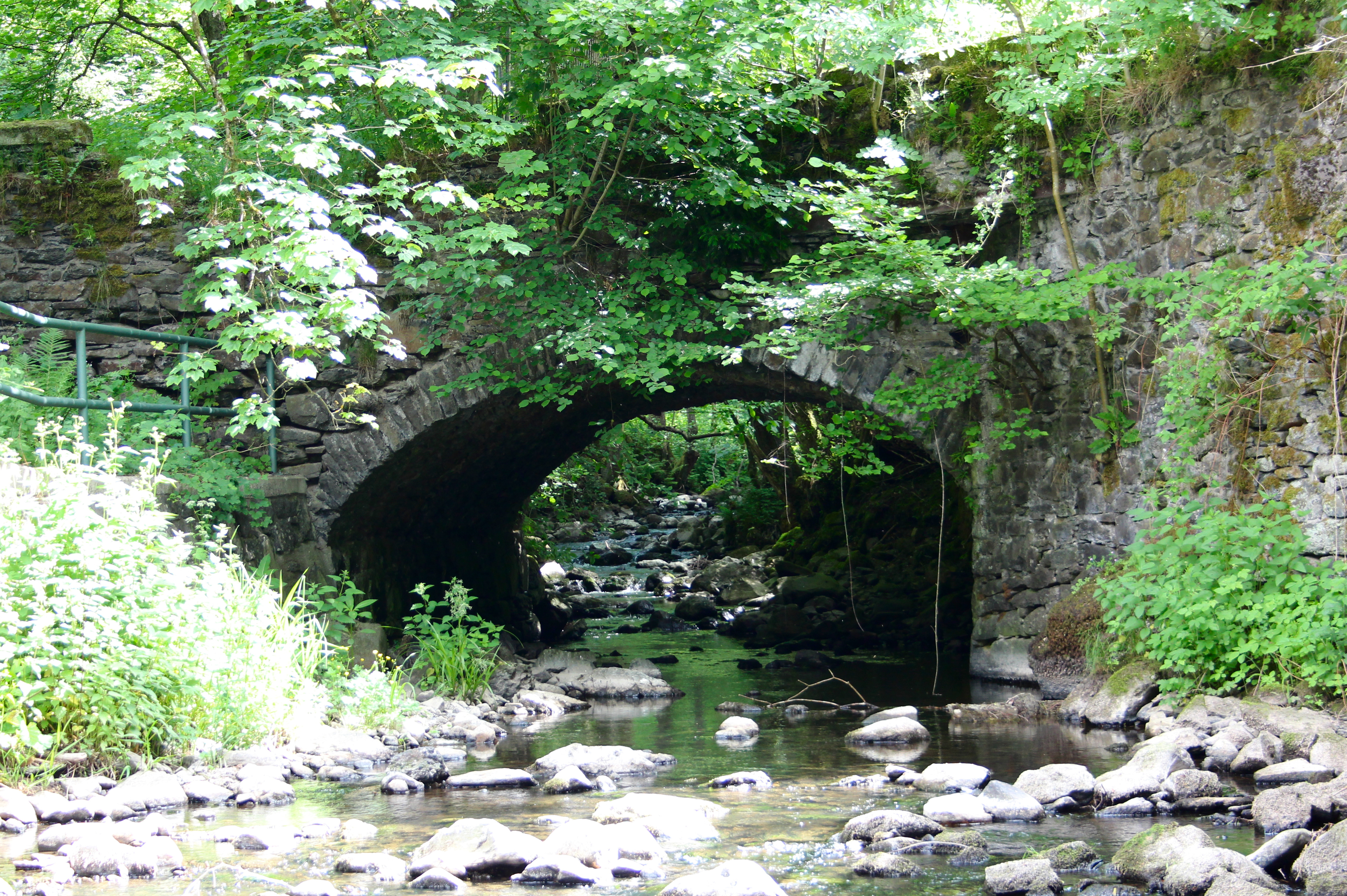
Einbogige Steinbrücke aus dem 19. Jahrhundert, Kulturdenkmal in Bad Marienberg, heute nicht mehr genutzt
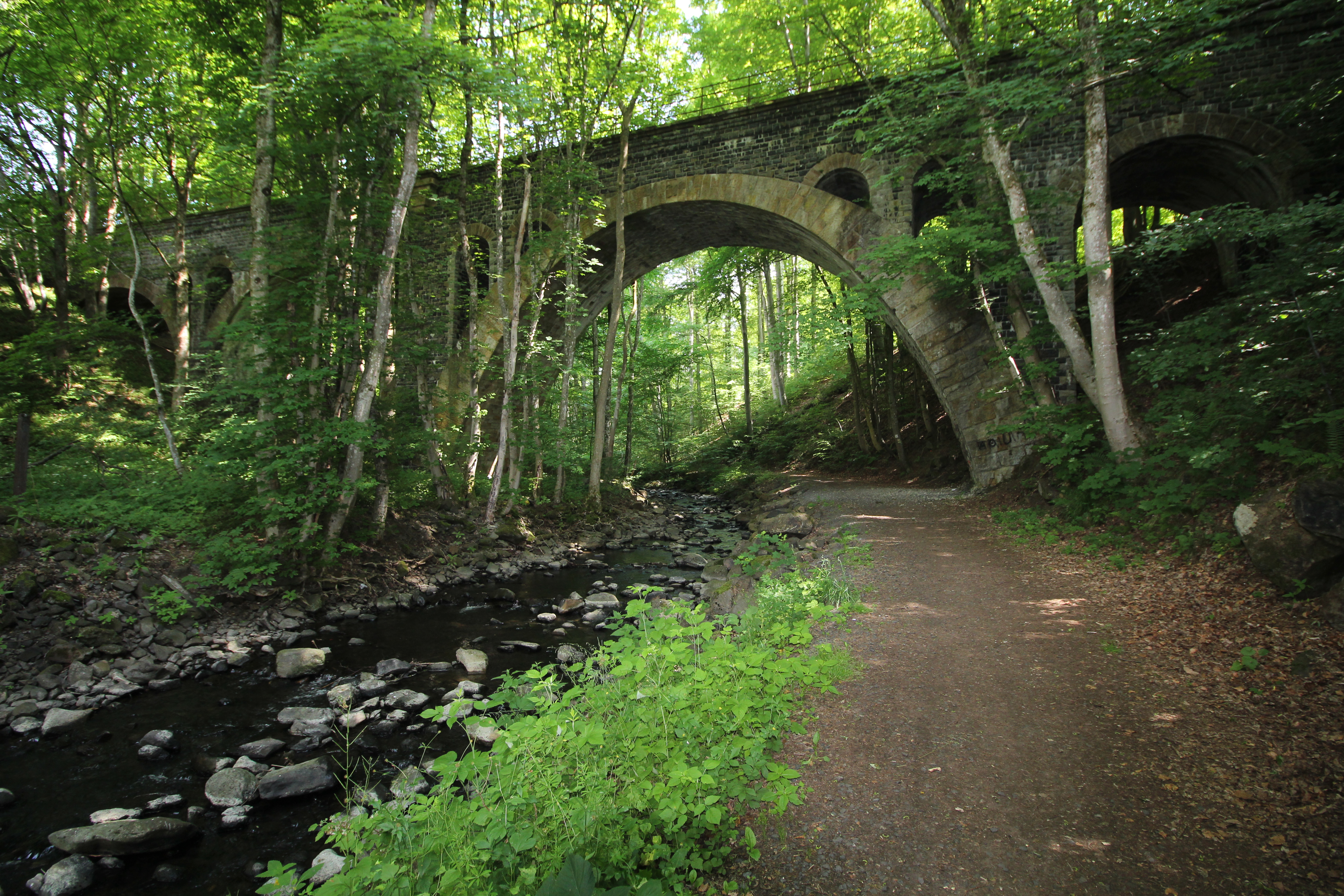
Dreibogige Eisenbahn-Steinbrücke der Bahnstrecke Erbach–Fehl-Ritzhausen, Kulturdenkmal in Bad Marienberg, um 1907 entstanden, heute nicht mehr genutzt